# 轰动效应
轰动效应（英語：Sensationalism）也叫「羶色腥」或「煽色腥」（Sensational），是新聞學中的一個概念，也是媒體用一種譁眾取寵、聳人聽聞的方式（如煽情、色情描繪、血腥暴力等等）進行新聞報導的手法。 大眾媒體的新聞報導中涉及的事件和內容大都經過媒體編輯的篩選和文字修辭，以盡可能多地吸引讀者、觀眾或聽眾的注意力。這種新聞報導方式非常容易使得讀者對某一事件產生偏見，並由此造成實質上的媒體操縱。
具體來說，一些媒體在報道新聞時會故意含糊其辞、訴諸情感、發表爭論性文字、遺漏信息和造謠、凸顯自我中心主義等手段以吸引讀者关注。瑣碎的信息和無關緊要的事件有時也會被媒體歪曲和誇大成重要信息或重大事件，而這些內容往往是個人和小團體身上發生的無關緊要的事情。

## 另見
- 黃色新聞
- 假新聞